# Peter Matheus Johannes Sibertus Cremers

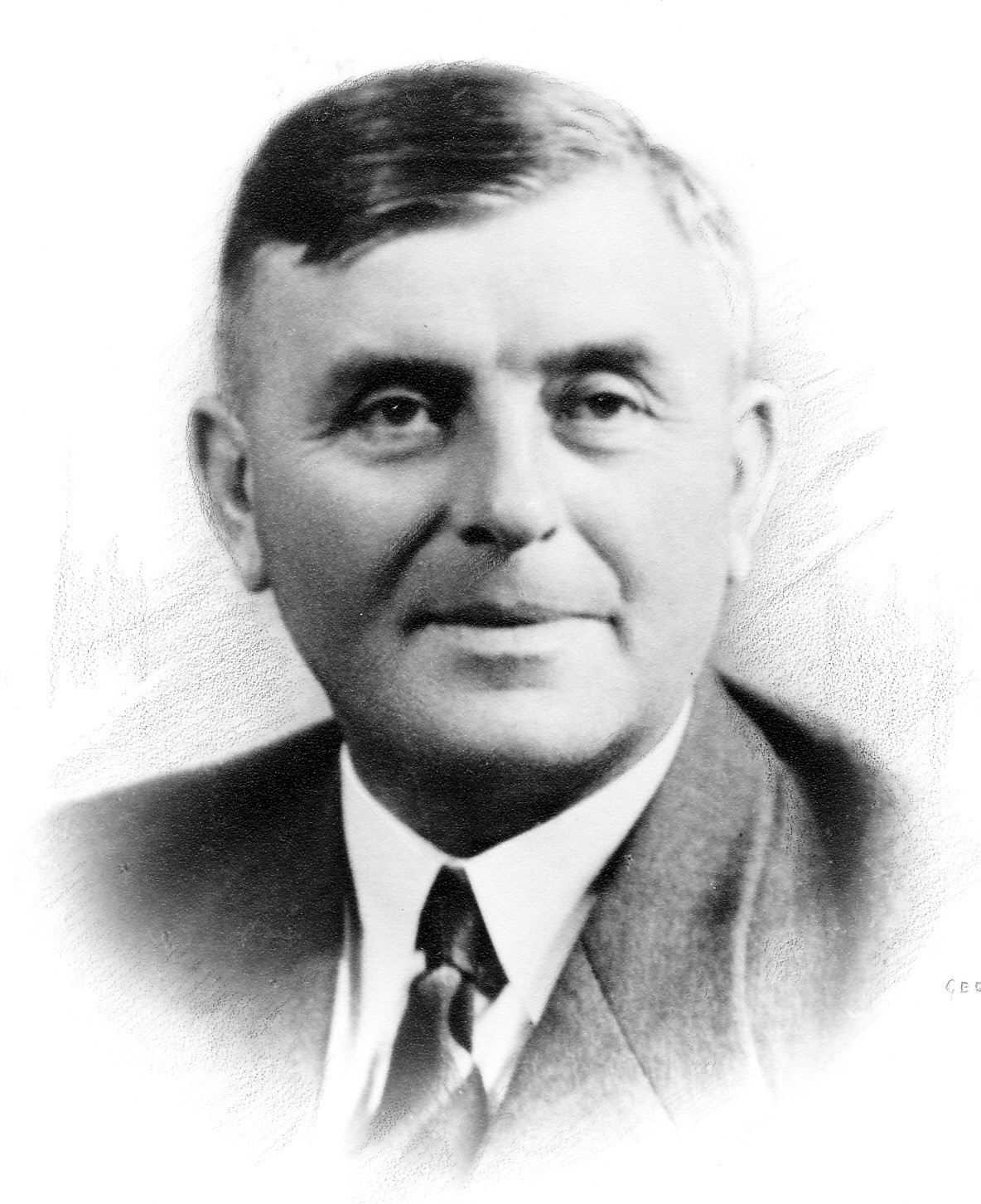
Portret van P.M.J.S. Cremers, c. 1940

Peter Matheus Johannes Sibertus Cremers (Lottum, 21 september 1898 – Roermond, 24 augustus 1980) was een Nederlands politicus.
Hij werd geboren in de gemeente Grubbenvorst als zoon van Gerardus Hubertus Cremers (1859-1941) en Maria Gertrudis van den Goor (1861-1940). Zijn vader was vanaf 1902 lange tijd burgemeester van Grubbenvorst. 
Hij was zelf aanvankelijk werkzaam bij een kwekerij en zat in de handel. In de periode 1924-1926 werkte hij bij een gemeentesecretarie; eerst in Sevenum en vervolgens in Grubbenvorst waar zijn vader toen nog burgemeester was. Ook daarna was hij zowel actief in de handel als bij de gemeente-administratie. 
Cremers werd in 1932 benoemd tot burgemeester van Baexem maar werd in 1942 ontslagen waarna die gemeente een NSB-burgemeester kreeg. Na de bevrijding in 1944 keerde hij terug in zijn oude functie. Vervolgens was Cremers van 1946 tot zijn pensionering in 1963 burgemeester van Helden. Hij overleed in 1980 op 81-jarige leeftijd.